# Emanuel Buchs
Emanuel Buchs (* 2. Januar 1962; heimatberechtigt in Jaun) ist ein Schweizer Skibergsteiger, ehemaliger Skilangläufer und Biathlet.

## Biografie
Mit dem Spitzensport begann Buchs im Alter von 14 Jahren und wurde mit 16 für vier Jahre in die Junioren-Nationalmannschaft aufgenommen, danach in die Nationalmannschaft, musste diese aber aus zeitlichen Gründen nach einem Jahr wieder verlassen. Mit der Staffel gewann er sechs Medaillen und nahm mehrfach an der Schweizer Meisterschaft im Langlauf teil.
Im Skibergsteigen nahm er mehrfach an der Patrouille des Glaciers teil, wobei seine Teams viermal den ersten und einmal den zweiten Platz belegten.
Hauptberuflich arbeitet er seit 1984 als Grenzwächter und wohnt in Ulrichen. Er ist verheiratet und Vater zweier Kinder. Am Baschi-Triathlon nahm er 2007 im Team mit seiner Frau und seinem Sohn teil.

## Erfolge (Auswahl)

### Biathlon
- 1997: 1. Platz Schweizer Meisterschaft Biathlon Staffel

### Skibergsteigen
- 1990: 1. Platz bei der Patrouille des Glaciers (mit Michel Cheseaux und André Rey)
- 1992: 2. Platz bei der Patrouille des Glaciers (mit Michel Cheseaux und André Rey)
- 1996: 1. Platz bei der Patrouille des Glaciers (mit André Rey und Damien Farquet)
- 1998: 1. Platz bei der Patrouille des Glaciers (mit Damien Farquet und Rico Elmer)
- 2000: 1. Platz bei der Patrouille des Glaciers (mit Damien Farquet und Rico Elmer)
- 2001: 4. Platz bei der Trofeo Mezzalama (mit Damien Farquet und Rico Elmer)